# ロス・エドガー
ロス・エドガー（Ross Edgar、1983年1月3日－ ）は、イングランド、ニューマーケット（en:Newmarket, Suffolk）出身で、スコットランドの自転車競技選手。

## 経歴
2003年、2004年、英国選手権・スプリント連覇。
2006年、スコットランドチームの一員として、クリス・ホイ、クレイグ・マクリーンとのトリオでコモンウェルス・ゲームズのチームスプリントを制覇。また、英国選手権・ケイリン制覇。
2007年、パルマ・デ・マヨルカで開催された世界選手権において、チームスプリントではホイ、マクリーンのスコットランドトリオで挑んでフランスに次いで2位。ケイリンでは優勝のホイ、2位のテオ・ボスに続き3位に入った。
2008年、マンチェスターで開催された世界選手権では、ホイ、ジェミー・スタッフとのトリオで優勝のフランスに続き2位。北京オリンピックではケイリン一本に専念。準決勝では永井清史をゴール寸前捕らえて1着。決勝では、金メダルのホイにこそ千切られたが、ゴール寸前で永井を捕らえて銀メダルを獲得した。
2008年10月19日（京王閣競輪場）並びに10月26日（千葉競輪場）で開催されたワールドグランプリに、当初参加予定だったホイが負傷のため参加を辞退したことにより、その代替選手として出場。京王閣では7着、千葉では6着。
2009年、競輪の短期登録選手制度によって2年間の選手登録を受けた。4月から9月までの成績は通算24戦6勝、優勝1回。
2010年、世界選手権・チームスプリント3位。なお、同年も前年に引き続き短期登録免許により競輪に出走する。